# Каменная Балка (Благодарненский район)
Ка́менная Ба́лка — село в составе Благодарненского муниципального округа Ставропольского края России.

## Варианты названия
- Каменно-Балковский,
- Каменнобалковский[2].

## География
Расстояние до краевого центра: 110 км.
Расстояние до районного центра: 18 км.

## История
Основано в 1910 году вдоль одноимённой балки выходцами из села Александрия.
На 1 марта 1966 года село образовывало Каменно-Балковский сельсовет:9.
До 1 мая 2017 года село было административным центром упразднённого Каменнобалковского сельсовета.

## Население
| 1989 | 2002  | 2010  | 2014  | 2021  | 2023  |
| ---- | ----- | ----- | ----- | ----- | ----- |
| 1568 | ↗1809 | ↘1691 | ↘1600 | ↘1419 | ↘1397 |

По данным переписи 2002 года в национальной структуре населения преобладают русские (92 %).

## Инфраструктура
- Администрация
- Дом культуры
- Фельдшерско-акушерский пункт[13]
- Южнее села расположено открытое кладбище площадью 50000 м²[14].
- Здание колхоза
- Пожарное депо[15]

## Образование
- Средняя общеобразовательная школа № 7
- Детский сад № 24

## Православие

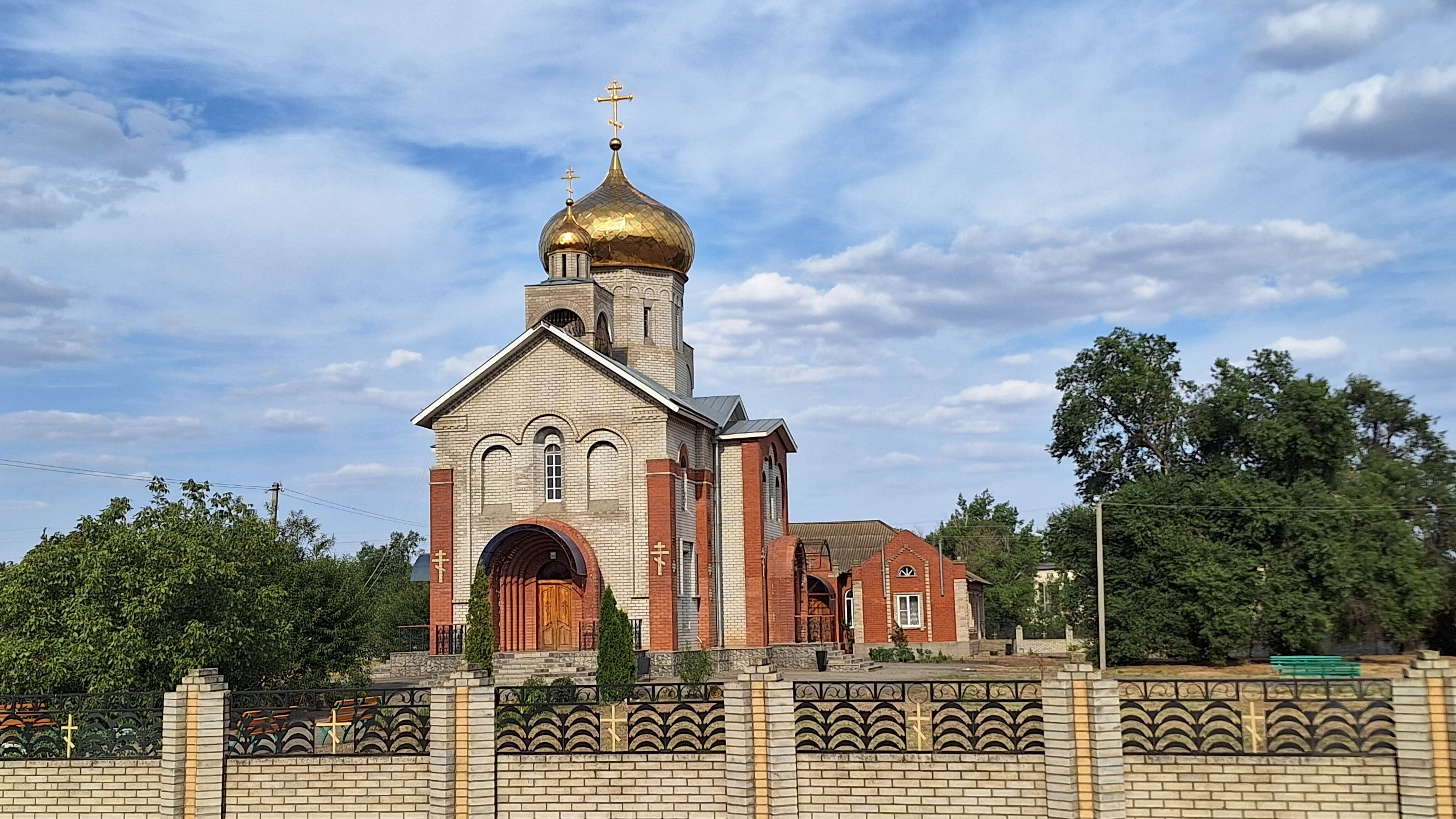
Церковь Святой Троицы

В юго-западной части села расположен храм Святой Троицы.

## Памятники

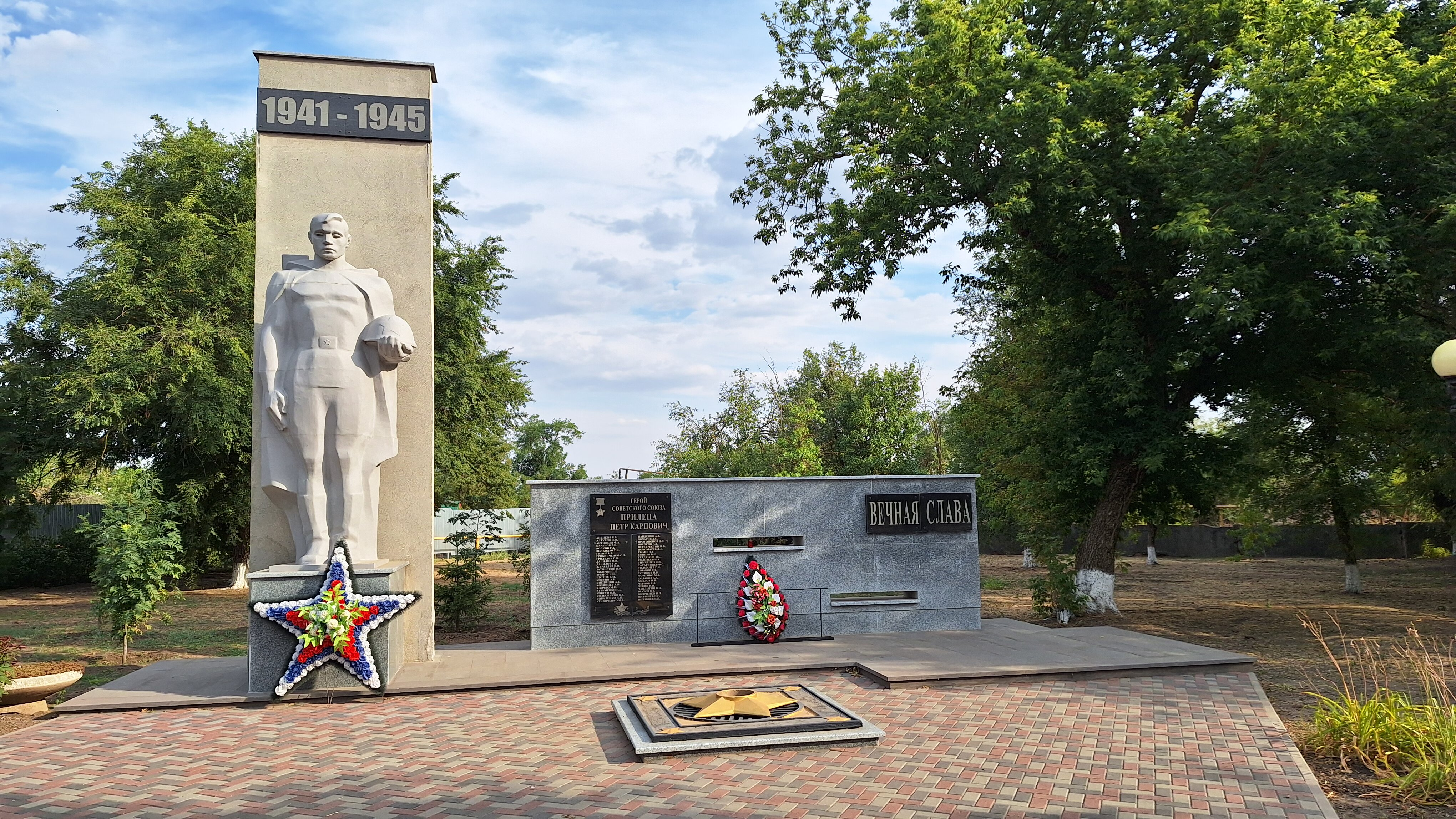
Памятник воинам-землякам и, погибшим в годы Великой Отечественной войны

- Могила неизвестного красного пулемётчика, погибшего за советскую власть. 1919, 1926 годы[17]
- Памятник В. И. Ленину. 1949 год[18]
- Памятник воинам-землякам и, погибшим в годы Великой Отечественной войны 1941—1945 гг. 1967 год[19] 261710893870005

## Галерея

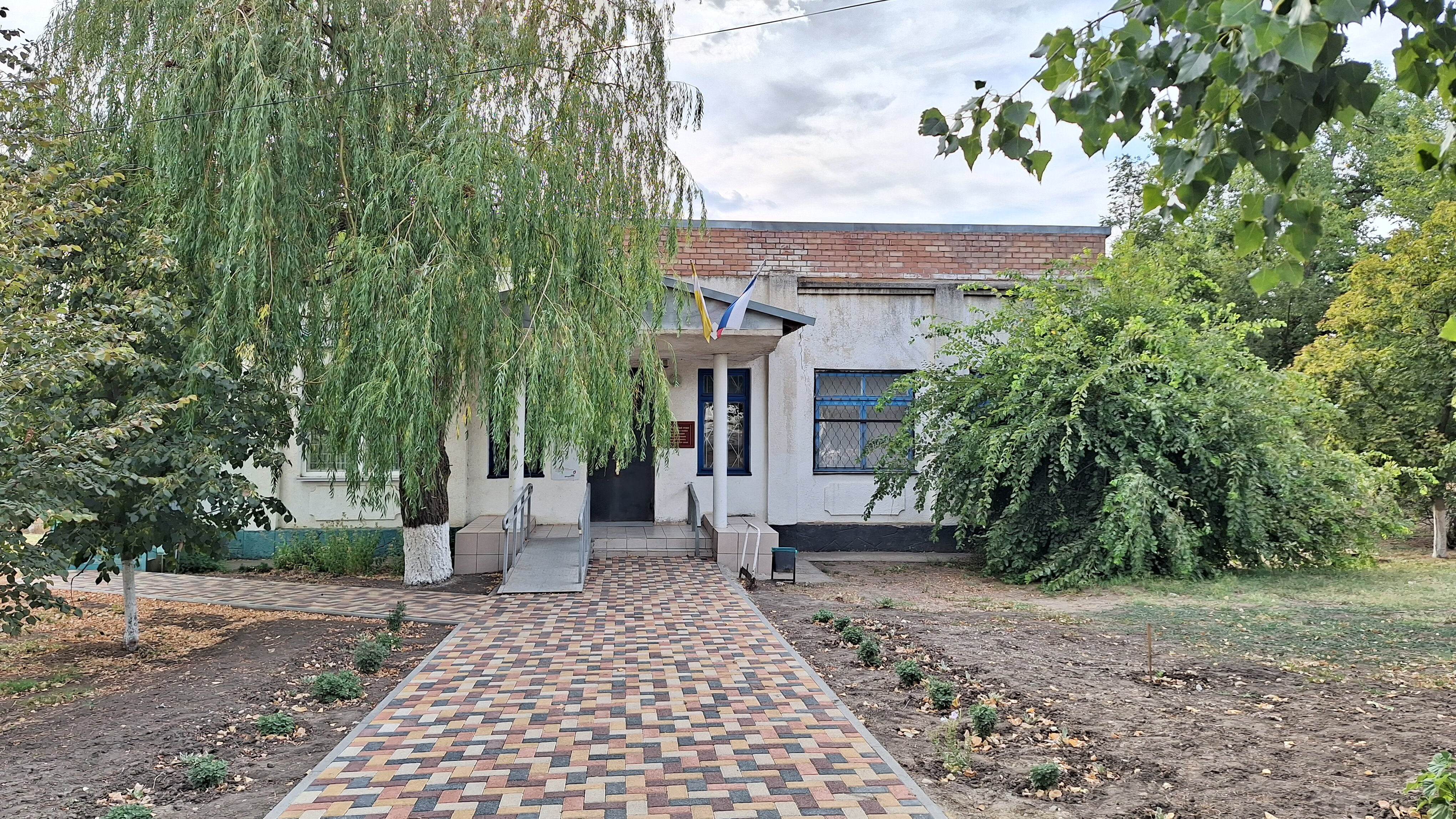
Администрация
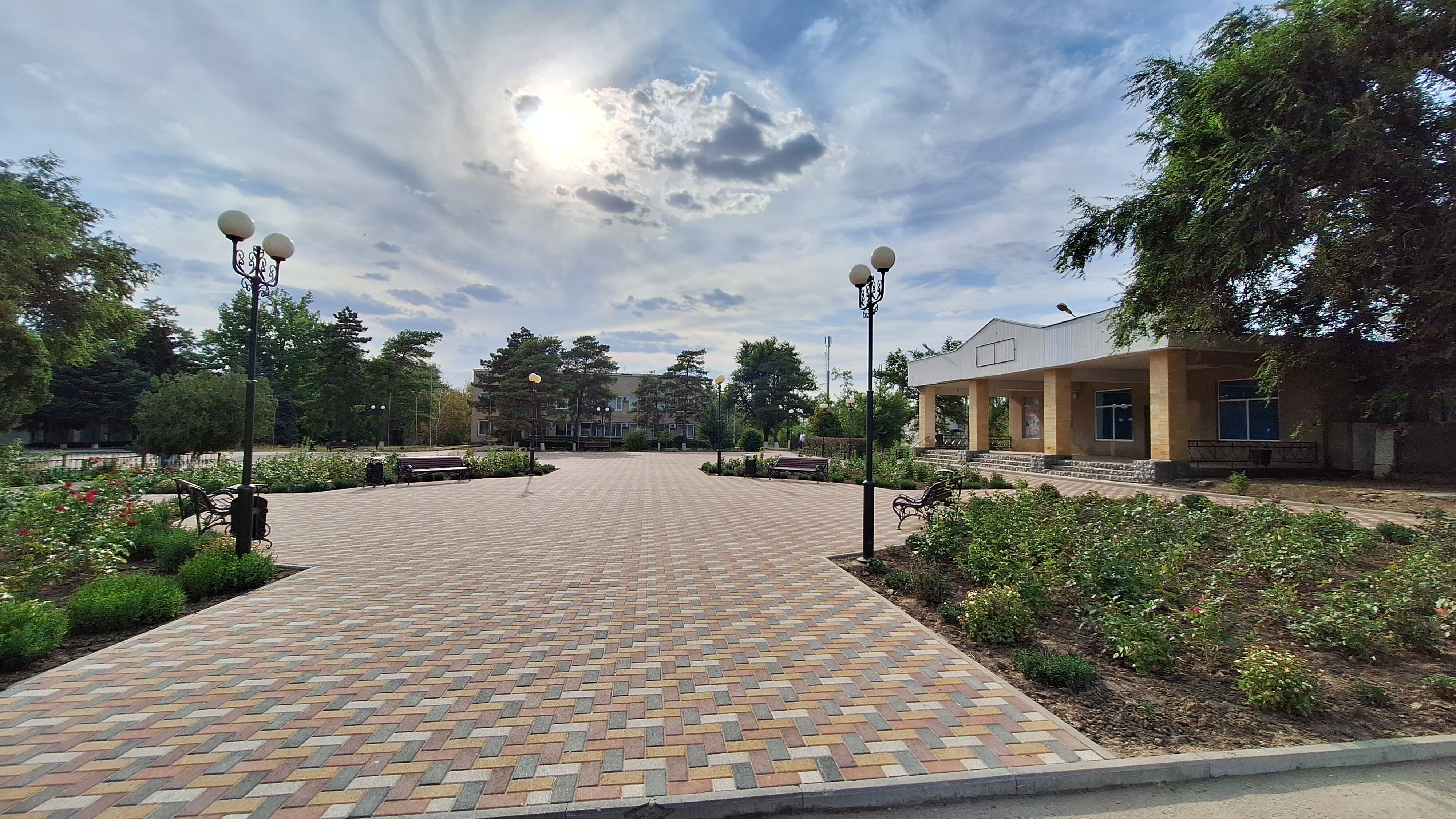
Центр села. Вид с парковки
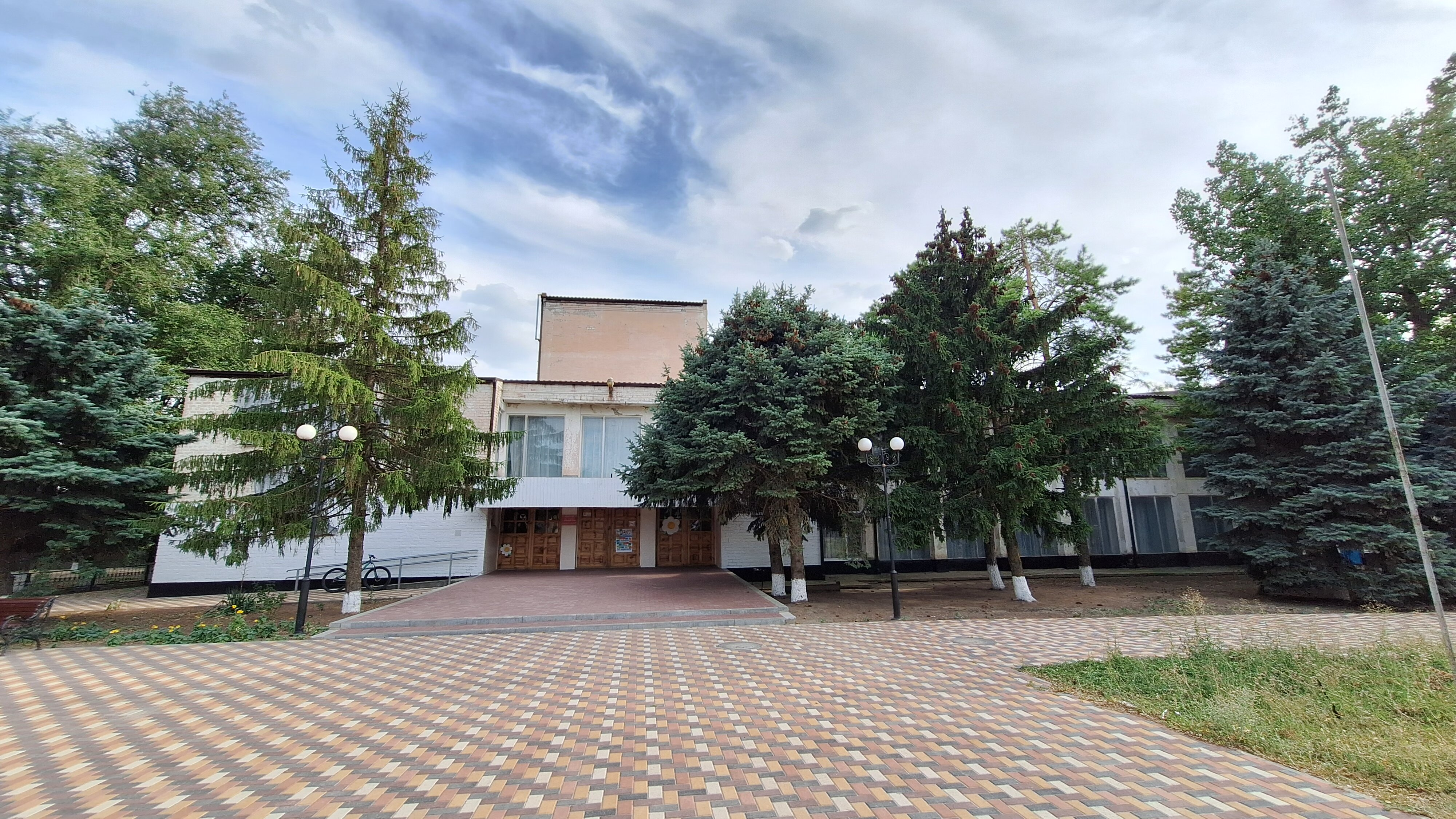
Дом культуры
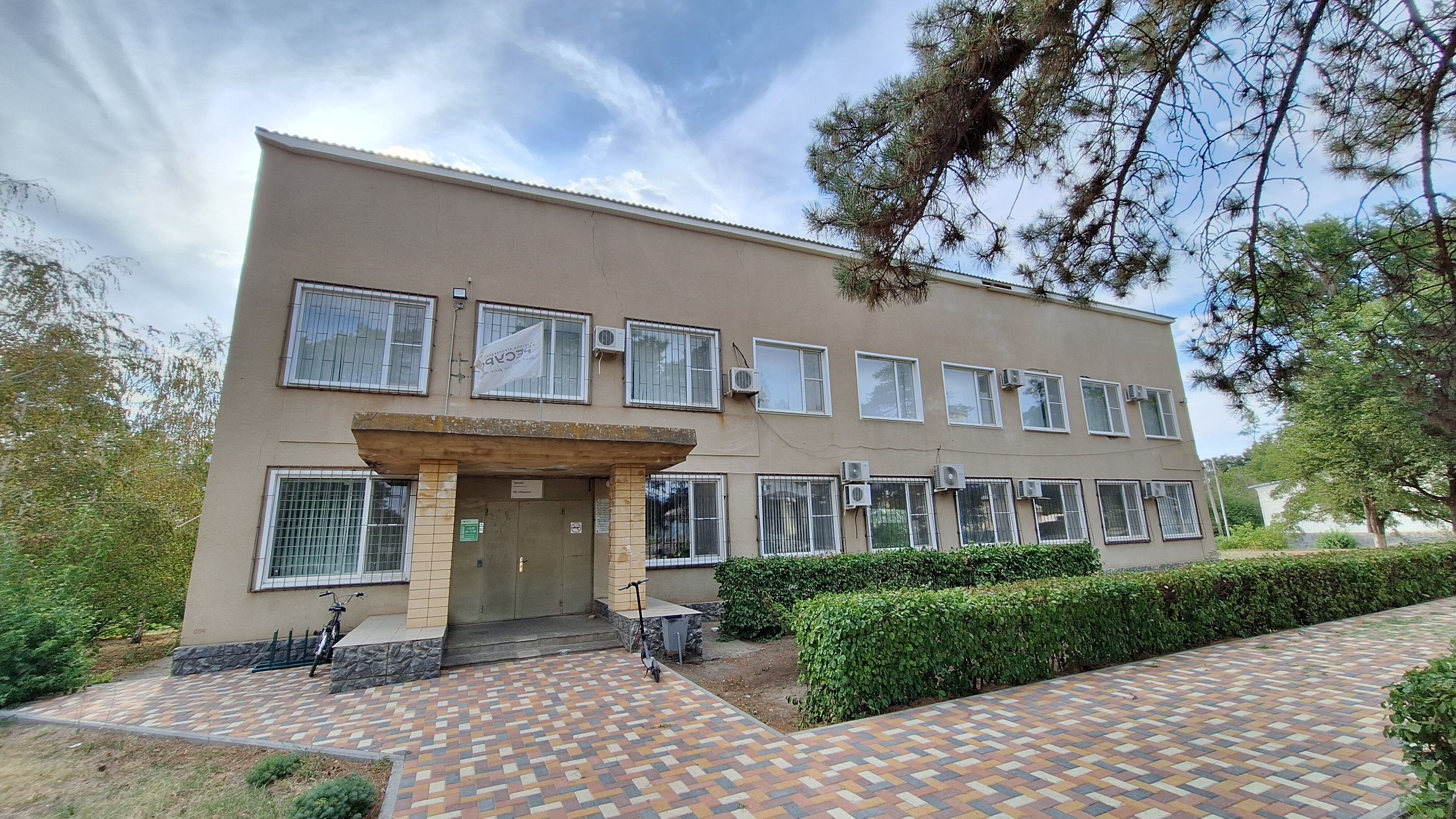
Здание Колхоза
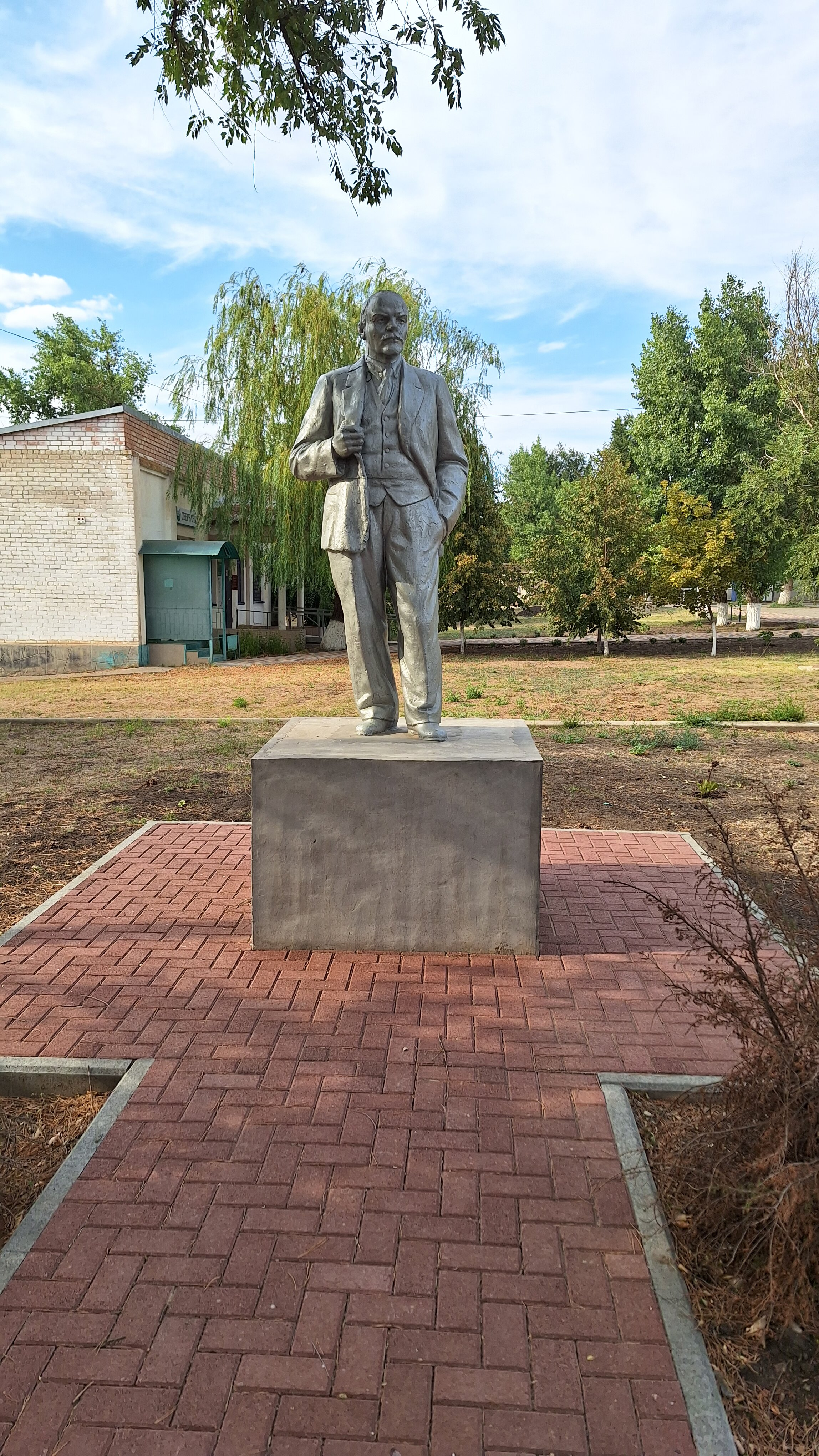
Памятник Ленину
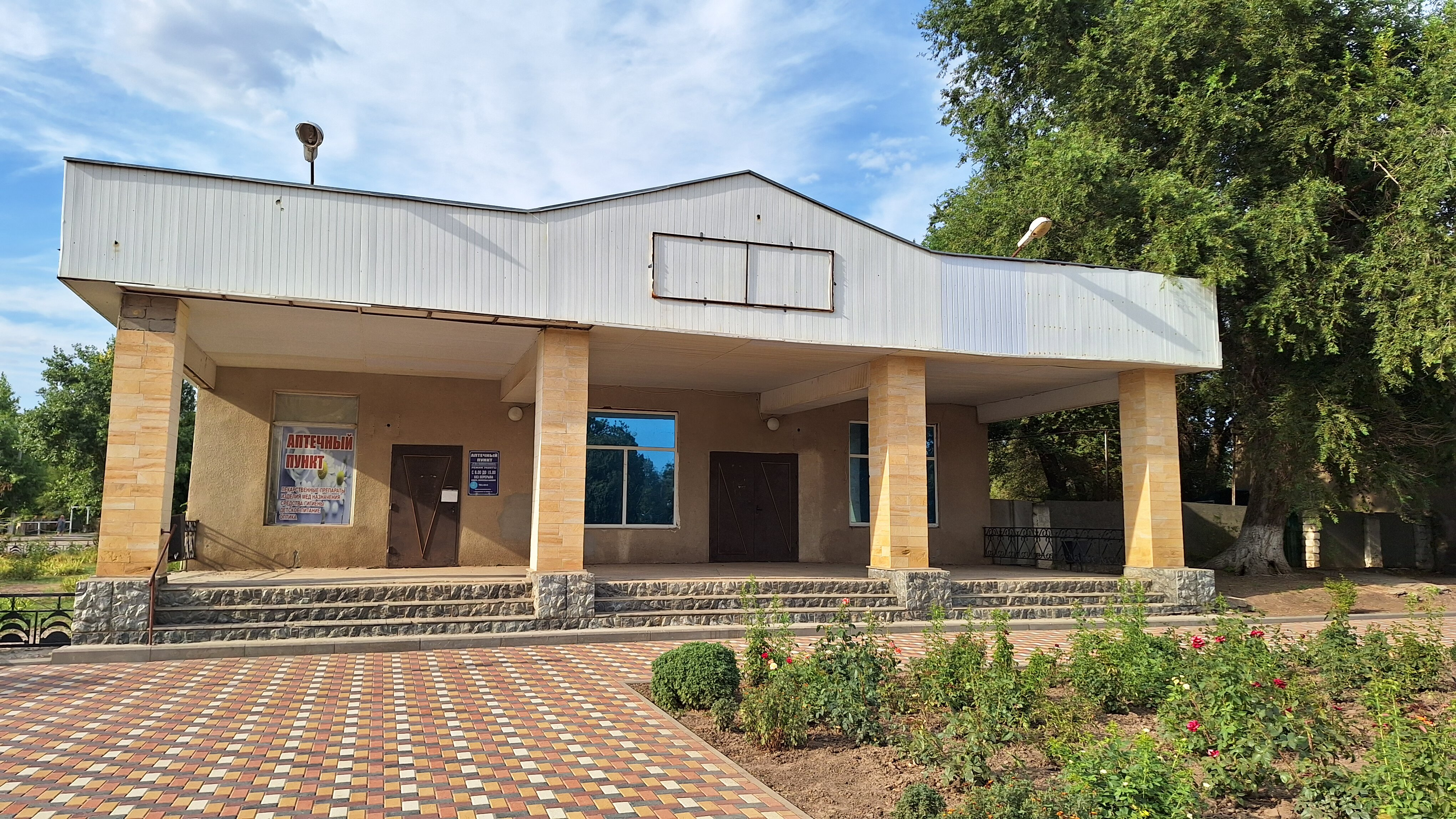
Фельдшерско-акушерский пункт
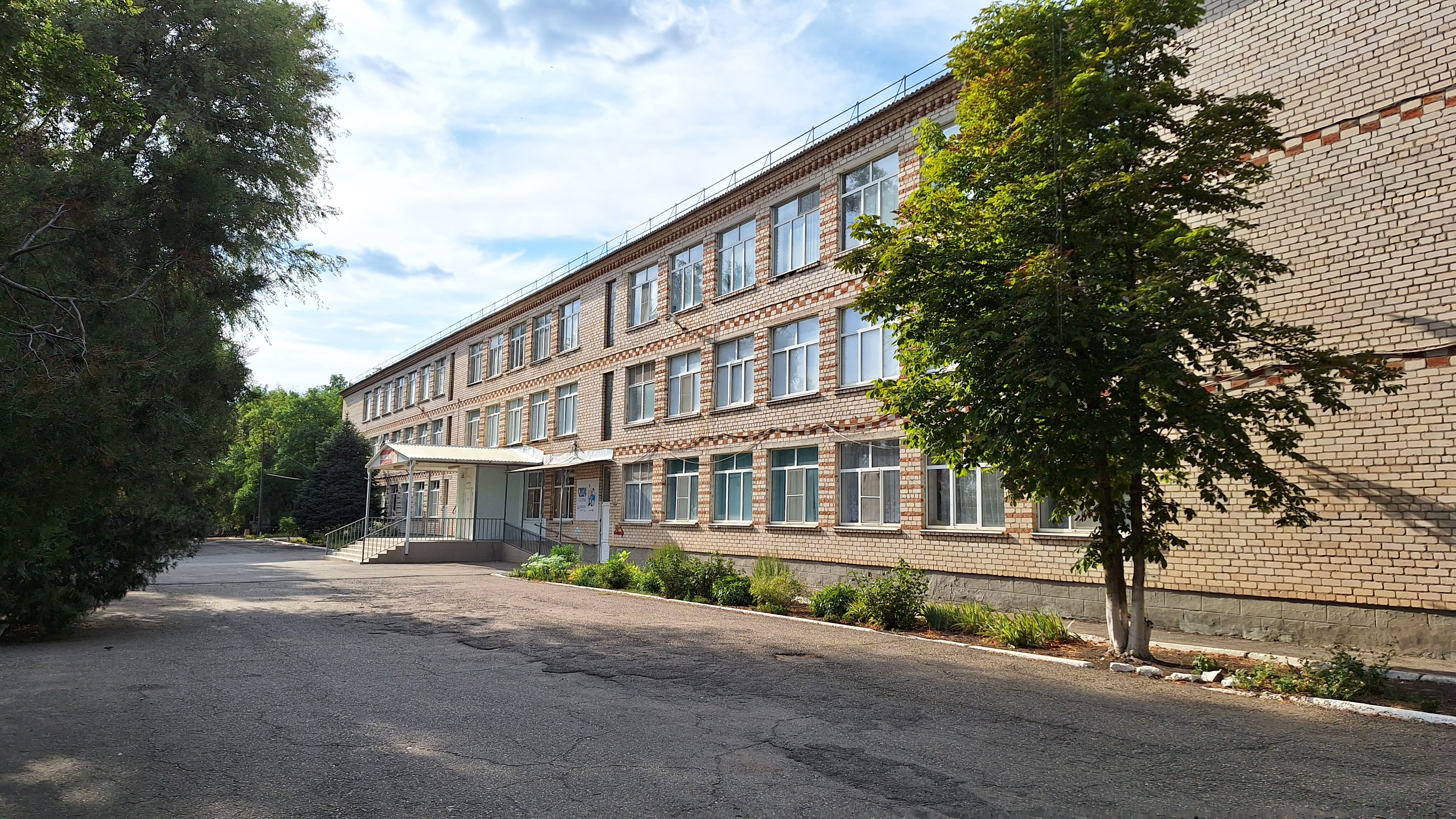
Средняя общеобразовательная школа № 7